# Vizcondado de Mamblas
El vizcondado de Mamblas es un título nobiliario español otorgado por la reina  Isabel II el 12 de febrero de 1854 a favor de María de la Candelaria Saavedra y Ramírez de Baquedano, hija del VI marqués y I duque de Rivas.

## Vizcondes de Mamblas
|                        | Titular                                                | Periodo                |
| Creación por Isabel II | Creación por Isabel II                                 | Creación por Isabel II |
| ---------------------- | ------------------------------------------------------ | ---------------------- |
| I                      | María de la Candelaria Saavedra y Ramírez de Baquedano | 1854-1858              |
| II                     | José María Ruiz de Arana y Saavedra                    | 1858-1891              |
| III                    | Mariano Ruiz de Arana y Osorio de Moscoso              | 1891-1912              |
| IV                     | José Ruiz de Arana y Baüer                             | 1912-1985              |
| V                      | José María Ruiz de Arana y Montalvo                    | 1990-2004              |
| VI                     | Isabel Alfonsa Ruiz de Arana Marone                    | 2006- actual titular   |

## Historia de los vizcondes de Mamblas
- María de la Candelaria Saavedra y Ramírez de Baquedano (Madrid, 3 de febrero de 1794-ibid., 26 de julio de 1879), I vizcondesa de Mamblas,[2] IX condesa de Sevilla la Nueva dama de a reina.[2]  Era hija de Juan Martín de Saavedra y Ramírez Pérez de Saavedra, VI marqués y I duque de Rivas, y de María Dominga Ramírez de Baquedado Vigil de Quiñones (m. 1848), VIII condesa de Sevilla la Nueva, V marquesa de Andía, X marquesa de Auñón, VI marquesa de Rivera de Tajuña y VI marquesa de Villasinda.[3]

Se casó el 19 de marzo de 1823 con José Ruiz de Arana y Álvarez López de Córdoba, senador vitalicio. En 1858 cedió el título a su hijo:
- José María Ruiz de Arana y Saavedra (Madrid, 28 de agosto de 1826-Sevilla la Nueva, 23 de junio de 1891), II vizconde de Mamblas,[4] X conde de Sevilla la Nueva, duque de Castel de Sangro senador vitalicio, caballero de la Real Maestranza de Caballería de Zaragoza y gran cruz de la Orden de Carlos III.[4]

Se casó el 25 de febrero de 1859 con María Rosalía Luisa Osorio de Moscoso y Carvajal (París, 18 de marzo de 1840-Madrid, 19 de noviembre de 1918), XIV duquesa de Baena, XI marquesa de Villamanrique, XXI condesa de Nieva, X marquesa de Castromonte y dama de la reina. Era hija de Vicente Pío Osorio de Moscoso y Ponce de León, XIX conde de Trastámara, y de María Luisa Carvajal y Queralt, condesa de Carvajal. Le sucedió su hijo:
- Mariano Ruiz de Arana y Osorio de Moscoso (7 de diciembre de 1861-Biarritz, 9 de enero de 1953),[7] III vizconde de Mamblas,[8][9] XV duque de Baena, XII marqués de Villamanrique, XI conde de Sevilla la Nueva, diputado por Granada entre 1893-1903 y senador vitalicio (1909-1910).[8]

Se casó con María de la Concepción Baüer y Morpurgo (n. 1869). Le sucedió su hijo en diciembre de 1912 por renuncia y cesión de su padre:
- José Ruiz de Arana y Baüer (m. Biarritz, 27 de diciembre de 1985), IV vizconde de Mamblas,[11], XVI duque de Sanlúcar la Mayor, XVI duque de Baena, XII conde de Sevilla la Nueva y XIV marqués de Villamanrique.[11] Sin descendencia, le sucedió su primo hermano:

- José María Ruiz de Arana y Montalvo (Madrid, 27 e abril de 1933-ibid. 30 de abril de 2004), V vizconde de Mamblas,[11][12] XVII duque de Sanlúcar la Mayor, XVII duque de Baena; XVV marqués de Villamanrique y XIII conde de Sevilla la Nueva.[11] era hijo de José Francisco Javier Ruiz de Arana y Fontagud, XII marqués de Castromonte y IV marqués de Brenes— hijo a su vez de Vicente Pío Ruiz de Arana y Osorio de Moscoso, XI marqués de Castromonte, XXI conde de Priego y XI conde de Lodosa, y de Elena de Fontagud y Aguilera—, y de María del Carmen Montalvo y Orovio.[11]

Se casó con en Ginebra el 21 de abril de 1967 con María Teresa Beatriz Marone y Borbón-España (n. Lausana, 4 de enero de 1945).  Le sucedió su hija:
- Isabel Alfonsa Ruiz de Arana Marone (n. Madrid, 17 de mayo de 1970), VI vizcondesa de Mamblas,[11][13] XVI marquesa de Villamanrique y XIV condesa de Sevilla la Nueva.[11]

Casada en Madrid el 31 de marzo de 2000 con Ignacio Izuzquiza y Fernández.